# 普世聖公宗主教長會議
普世聖公宗主教長會議（英语：Anglican Communion Primates' Meeting）是普世聖公宗各個教省主教長参加的例行會議。现在在普世圣公宗中有来自全世界38個教省的成員。坎特伯雷大主教主持这个會議，而普世聖公宗咨議會的秘書則任會議的秘書。

普世聖公宗主教長會議是由1978年時任坎特伯雷大主教的唐纳德·科根（Donald Coggan）建立，作為给“從容的思考、祈禱以及深度的咨詢”的一個機會。第一次會議在1979年召開。